# Бондурянский, Александр Зейликович
Алекса́ндр Зе́йликович (Зиновьевич) Бондуря́нский (род. 27 июля 1945, Херсон) — советский и российский пианист, музыкальный педагог, участник «Московского трио», кандидат искусствоведения. Профессор. Народный артист Российской Федерации (1994).

## Биография
Отец — главный инженер Херсонской судобетонверфи и центрального конструкторского бюро первой категории ЦКБ-22 при ней, учёный в области строительства морских плавучих доков Зейлик Перцевич Бондурянский (1912—1966), уроженец Ладыжина, один из авторов монографии «Морские железобетонные суда: проектирование корпуса» (Л.: Судостроение, 1966); мать — Рахиль Лазаревна Дизик (1912–1991) — работала преподавателем физики. Брат отца — молдавский гигиенист и эпидемиолог, профессор Израиль Пер(е)цович Бондурянский (1904—?), полковник медицинской службы, научный сотрудник Молдавского НИИ гигиены и эпидемиологии в Кишинёве.
Обучался в музыкальной школе (класс К. П. Дедовой) и Херсонском музыкальном училище (класс С. А. Зюзиной). В 1967 году окончил Кишинёвский институт искусств имени Г. Музическу (класс А. Л. Соковнина). В 1969 году окончил аспирантуру Московской консерватории (класс фортепиано Д. А. Башкирова, класс камерного ансамбля Т. А. Гайдамович).
В 1969—1971 годах — старший преподаватель кафедры специального фортепиано Кишинёвского института искусств им Г. Музическу. В 1973—1980 вёл класс камерного ансамбля в Музыкальном училище при Московской консерватории. С 1980 года — на кафедре камерного ансамбля и квартета Московской консерватории, с 1995 года — профессор.
В 2004—2015 годах — проректор учебно-методического объединения Московской консерватории, с 2011 года по 2013 год — проректор по артистической деятельности.
Член Президиума и президент Ассоциации камерной музыки Международного союза музыкальных деятелей. Член правления Московского союза музыкантов. Член попечительского совета Фонда им. П. И. Чайковского и фонда «Русское исполнительское искусство». Член художественно-экспертного совета Международного благотворительного фонда «Новые имена».

## Семья
Сестра — Раиса Бондурянская-Вольдман (1950—2022), пианистка, закончила Херсонское музыкальное училище, выпускница и преподаватель Кишинёвского института искусств имени Г. Музическу, впоследствии работала концертмейстером в Юго-восточном университете Луизианы).

## Концертная деятельность
С 1962 ведёт активную концертную деятельность; в 1971—1991 — солист Москонцерта, в 1991–2017 г.г. — солист Московской филармонии. С 1968 года участвует в «Московском трио» (совместно с В. М. Ивановым, М. Ю. Уткиным), созданном в 1968 профессором Московской консерватории Т. А. Гайдамович. 
Лауреат многочисленных конкурсов:
- I Республиканского конкурса пианистов (1964, I премия)
- Межреспубликанского конкурса пианистов в Риге (Латвия, Литва, Эстония, Белоруссия, Молдавия; 1965, II премия)
- Межреспубликанского конкурса камерных ансамблей в Эстонии (1965, специальный приз «Лучший интерпретатор конкурса»)
- Международного конкурса фортепианных трио в Мюнхене (1969, II премия)
- Международного конкурса фортепианных трио в Белграде (1972, I премия, все специальные призы конкурса)
- Международного конкурса «Интерфорум» в Будапеште (1975, I премия)
- Международного конкурса в Бордо (1976, «Золотая медаль Мориса Равеля»).

## Избранные труды
- Бондурянский А. З. Фортепианные трио И. Брамса: (Место в ист. развитии жанра. Исполнит. пробл.): Автореф. дис. … канд. искусствоведения. — М., 1988. — 14 с.
- Бондурянский А. З. Фортепианные трио Иоганнеса Брамса: Пробл. интерпретации. — М.: Музыка, 1986. — 78 с. — (Вопр. истории, теории, методики). — 3200 экз.

## Награды и премии
- Заслуженный артист РСФСР (21 ноября 1986)
- Народный артист Российской Федерации (29 августа 1994) —  за большие заслуги в области музыкального искусства[3]
- Премия Москвы (1996)
- Медаль «В память 850-летия Москвы» (1997)
- Орден Дружбы (30 июня 2012) — за большие заслуги в развитии отечественной культуры и искусства, многолетнюю плодотворную деятельность[4]
- Медаль «За содействие» Следственного комитета Российской Федерации (2021)
- Орден Почёта (20 января 2022)  — за большой вклад в развитие отечественной культуры и искусства, многолетнюю плодотворную деятельность[5]
- Профессор (1995)
- Золотая медаль фонда И. Архиповой
- Серебряная медаль фонда им. П. И. Чайковского
- Почётный Знак Президента Республики Саха (Якутия).